# Carencia (biología vegetal)

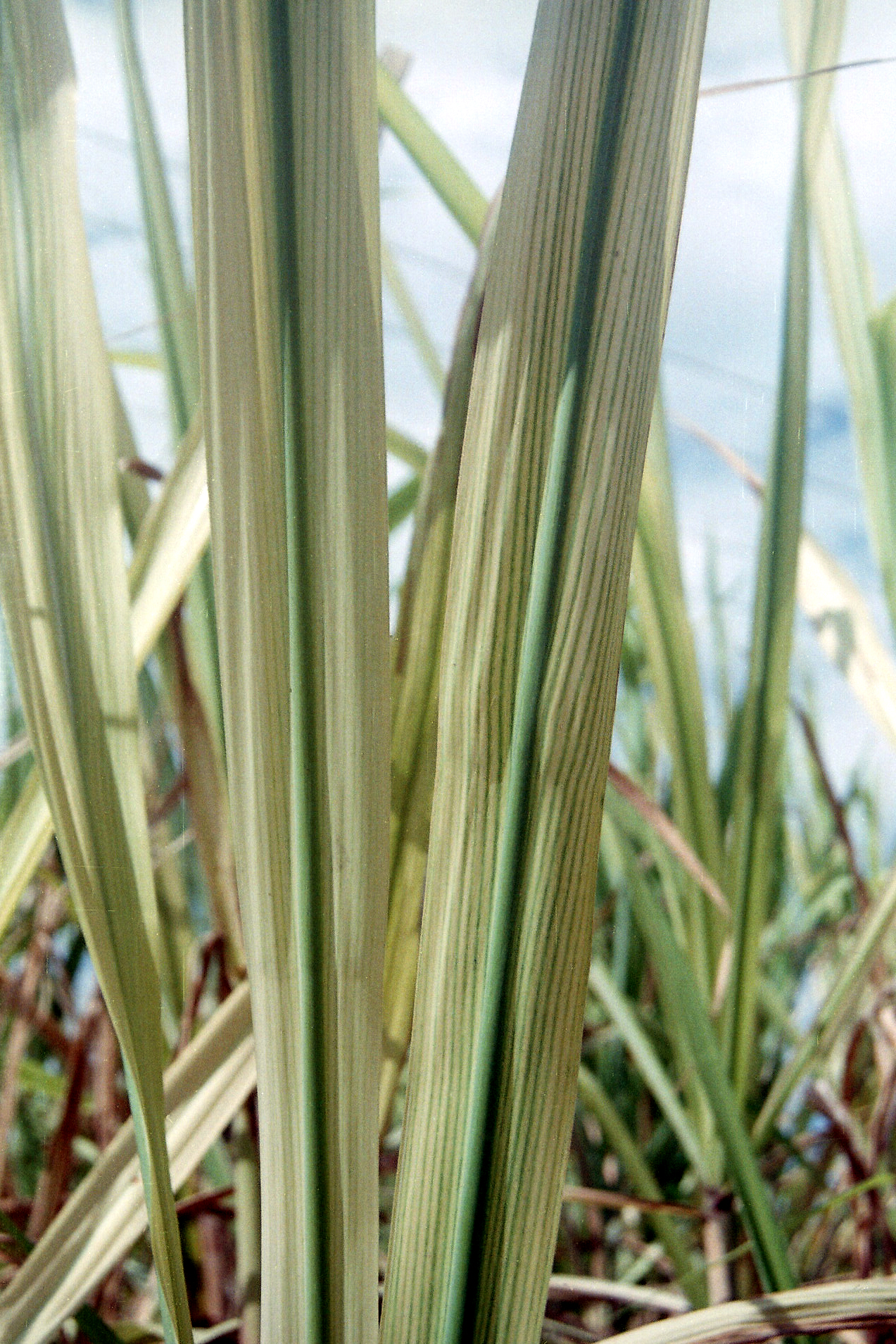
Cultivo de caña de azúcar con carencia de hierro, visible en la palidez de las hojas

La carencia (del latín carere, faltar) se refiere en Fisiología a la ausencia o la ingesta insuficiente de una o más sustancias necesarias para el crecimiento y el equilibrio un organismo animal o vegetal.

## Tipos de carencias
- La carencia primaria: se explica por la deficiencia de uno o más nutrientes en el suelo.
- La deficiencia inducida: el nutriente en cuestión está presente en el suelo, pero su absorción por la planta se ve impedido, muy a menudo por un bloqueo causado por un pH desfavorable, o, más raramente, como resultado de un desequilibrio entre elementos minerales u orgánicos. Por ejemplo, demasiado aporte de abonos fosfatados puede causar un bloqueo del zinc.

La carencia también puede deberse a un exceso de fertilizantes, lo cual puede llevar a una alteración de los mecanismos fisiológicos de la planta.

## Síntomas de una enfermedad por carencia
- Anomalías en la coloración de las hojas.
- La necrosis de algunos tejidos, hojas, yema, tallos, cortezas, etc.
- Una ralentización del crecimiento.
- Una disminución en el rendimiento del cultivo.[1][2]

## Tratamientos
- Las deficiencias en elementos principales: (nitrógeno, fósforo, potasio, magnesio) no son comunes en regiones templadas. Pueden ocurrir trastornos cuando se produce el fuerte crecimiento de la primavera («hambre de nitrógeno» en los cereales que tienen un color amarillento característico). Un fertilizante puede poner remedio a la carencia. En cambio, los suelos tropicales, a menudo pobres, tienen marcadas deficiencias en los elementos principales (salvo en los jóvenes suelos volcánicos o en los suelos de turba).

- Las carencias (primarias o inducidas) en oligoelementos son más frecuentes. Se subsanan mediante el abonado en el suelo o con pulverizaciones foliares,[3] una vez que el elemento responsable ha sido identificado. En la mayoría de los casos, la causa no es la deficiencia de un solo elemento. La observación directa sobre el terreno proporciona por lo menos tantas respuestas (y preguntas) como los análisis.
  - En el suelo, el tratamiento de carencias inducidas en ocasiones requiere una modificación del pH mediante la adición de caliza (caso típico en la deficiencia de Mo). También se pueden tratar con aportes de oligoelementos en forma orgánica (natural o de síntesis), menos propensos que los minerales equivalentes a un bloqueo en la tierra. A menudo se utilizan para ello los agentes «quelatantes» que reaccionan con los oligoelementos formando quelatos (de hierro, de cobre, de boro de zinc, etc.).[4] Estos quelatos son bastante estables en el suelo y su evolución hacia una forma insoluble (y por tanto, inasimilables por las raíces) es más o menos lenta, en función del agente quelante de partida, del pH del suelo, de la luminosidad, etc.
Esta técnica tiene sus límites y para el manganeso, por ejemplo, no hay, en la actualidad, ningún quelato estable en los suelos alcalinos. Por lo tanto, puede ser necesario hacer abonados por vía foliar.
  - Por vía foliar, los aportes correctivos se puede hacer por pulverizaciones de una solución de sales solubles de (cloruros, sulfatos, nitratos ), o quelatos (DTPA, HEDTA, EDTA, etc.) o de los elementos necesarios. Las cantidades serán menores que en el suelo y se requieren varios tratamientos en la mayoría de los casos. Los tratamientos deben hacerse en un momento en que las hojas permanezcan mucho tiempo lo suficientemente húmedas para aumentar la difusión. Las correcciones que se efectúan en las primeras manifestaciones de las deficiencias son más eficaces, porque son mejor asimiladas, y pueden, en la mayoría de los casos, llevar a los cultivos a la madurez.
- Otros medios de lucha: En algunos casos, como la clorosis férrica debido a un bloqueo del hierro en suelos calcáreos, la mejor defensa posible es elegir portainjertos resistentes.[5] Esta elección debe hacerse después de varias pruebas en la parcela a plantar, bien distribuidas, bien realizadas, e interpretadas cuidadosamente.